# Пуч-Майор
Пуч-Майор — самая высокая гора на испанском острове Мальорка и, следовательно, Балеарских островов,  высотой 1436 м. Она расположена на северо-западе горной цепи Сьерра-де-Трамонтана на территории муниципалитета Эскорка в 13 км от Сольера.
В 1958 году на вершине горы были установлены американские военные радары со своей соответствующей базой, которая была размещена у подножия горы. Параллельно с созданием радара, который предоставил бы информацию Соединённым Штатам о всех воздушных сообщениях в западном Средиземноморье, и гарантировать лёгкий доступ к военным объектам, была построена автомагистраль, которая доходит до вершины. В результате работ по размещению радара верхняя часть вершины была взорвана, а её высота была уменьшена на девять метров от отметки 1445 м, которую всё ещё можно встретить на некоторых картах, до нынешней 1436 м.
У подножия горы расположены два озера, снабжающие столицу Мальорки питьевой водой.
Соседний пик Пуч-де-Масанелла (1364 м) является самой высокой доступной вершиной на острове.